# Shickley (Nebraska)
Shickley es una villa ubicada en el condado de Fillmore, Nebraska, Estados Unidos. Tiene una población estimada, a mediados de 2021, de 343 habitantes.

## Geografía
La localidad está ubicada en las coordenadas 40°24′59″N 97°43′27″O / 40.41639, -97.72417. Según la Oficina del Censo de los Estados Unidos, tiene una superficie de 0.79 km², correspondientes en su totalidad a tierra firme.

## Demografía
Según el censo de 2020, en ese momento había 347 personas residiendo en la localidad. La densidad de población era de 440 hab./km². El 91.07% de los habitantes eran blancos, el 0.29% era afroamericano, el 1.15% eran amerindios, el 0.29% era asiático, el 2.31% eran de otras razas y el 4.90% son de una mezcla de razas. Del total de la población, el 6.05% eran hispanos o latinos de cualquier raza.